# Mary Everest Boole
Mary Everest Boole (Wickwar, 11 de marzo de 1832 - Gloucestershire, 17 de mayo de 1916) fue una reconocida matemática autodidacta y educadora inglesa. Conocida principalmente por sus trabajos didácticos en matemáticas, como el manual Philosophy and Fun of Algebra. Trabajó ideas progresistas sobre la educación, incluido el empoderamiento a las niñas y niños para indagar en la matemática a través de actividades lúdicas como las conocidas como cartas o tarjetas Boole, que ayudan al alumnado a aprender la geometría de los ángulos y espacios. Su vida es un ejemplo de lucha feminista de como las mujeres hicieron carrera en un sistema que no les daba la bienvenida. 

## Biografía
Mary Everest Boole nació en Inglaterra, hija del reverendo Thomas Reverendo Roupell Everest, Rector de Wickwar, y Mary nee Ryall. Su tío era George Everest, geógrafo de la India que midió la cima del monte más alto, conocido después como Monte Everest. A los cinco años se mudaron a Francia donde recibió educación en matemáticas por parte de un tutor privado, Deplace. Regresó a Inglaterra a la edad de 11 años, donde continuó su propósito de seguir formándose en matemáticas, en este caso de manera autodidacta. En 1852 George Boole se convirtió en su tutor, y a la muerte de su padre en 1855, se casaron y se trasladaron al Condado de Cork, Irlanda. Mary hizo grandes contribuciones en la edición de Las leyes del pensamiento de George Boole, un trabajo sobre lógica algebraica. 
En el año 1864 quedó viuda, a la edad de 32, entonces regresó a Inglaterra donde trabajó como bibliotecaria en Queens's College, Londres. También tutorizó en privado a alumnado de esta universidad en matemáticas y desarrolló una filosofía de enseñanza que implica el uso de materiales naturales y actividades físicas para fomentar una concepción imaginativa de las matemáticas. Su interés iba más allá de las matemáticas, llegando a campos como el darwinismo, la filosofía o la psicología, entre otros, sobre los que organizaba grupos de discusión con el alumnado. En el Queen's College, contra la aprobación de las autoridades, organizó grupos de discusión de estudiantes con James Hinton. Más adelante, formó parte del círculo de la edición pacifista Tolstoyan, C. W. Daniel; ella escogió el nombre The Crank (La Manivela) para su revista porque en sus palabras 'una manivela era una cosa pequeña que hizo revoluciones'.
Tuvo un interés activo en la política, introduciendo a su hija Ethel a la causa rusa antizarista al mando de Sergei Stepniak. Después de la segunda guerra bóer hizo una mayor denuncia a través de sus escritos contra el imperialismo, la religión organizada, el mundo financiero y el tokenism que sentía que representaba el Parlamento. Se opuso al sufragio femenino y  probablemente por esta razón no ha sido generalmente considerada como feminista.  Murió en 1916, a la edad de 84 años.

## Contribuciones a la educación
Mary Everest Boole primero se interesó en las matemáticas, a través del aprendizaje con su tutor en Francia, Monsieur Deplace. Él la ayudó a su comprensión matemática a través de preguntas y trabajo periodístico. Después de casarse con George Boole comienza sus contribuciones a los trabajos de su marido aconsejándole para sus conferencias, ambas cosas inusuales para una mujer de aquel periodo.  Durante este tiempo también comparte ideas con Victoria Welby, otra educadora y buena amiga. Los temas sobre los que debatian iban desde la lógica y las matemáticas, a la pedagogía, la teología, y la ciencia.
Su trabajo como docente comenzó mientras trabajaba como bibliotecaria, donde Mary tutorizaba al alumnado utilizando nuevos métodos; como el uso de objetos naturales, como palos o piedras. Teorizó que utilizando métodos manipulativos se fortalecería el subconsciente aprendiendo a través del uso de estos materiales en el entorno del aula. Una de sus contribuciones más notables en el área de manipulaciones físicas fue con la Curva de Bezier, a través de la técnica del hilorama (arte con hilos tensado), con el uso de tarjetas de costura, conocidas como cartas o tarjetas Boole, las cuales descubre como forma de distracción cuando era niña. Esto ayudó a fomentar las conexiones de conceptos matemáticos a fuentes exteriores.

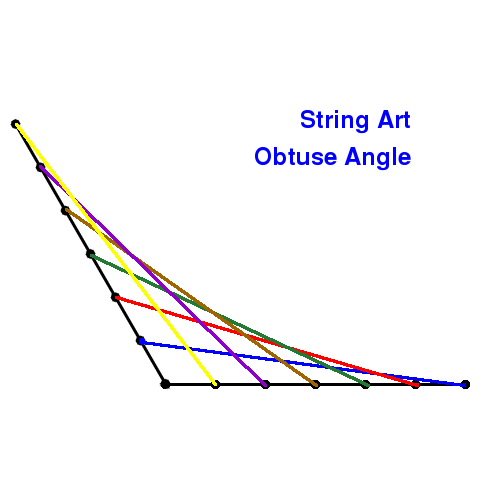
Curva stitching

Su libro Philosophy and Fun of Algebra explica lógica y álgebra de manera sencilla e interesante a niñas y niños, comenzando con una fábula, e incluyendo pequeños trozos de historia por todas partes.  Hace referencias no solo a la historia, sino también a la filosofía y la literatura, utilizando un tono místico para mantener la atención de niñas y niños. Mary fomentaba el uso de la imaginación matemática a través de la creatividad y el pensamiento crítico. Esto, junto a la escritura reflexiva de revista y creando sus propias fórmulas, fue esencial para fortalecer la comprensión y el entendimiento de las matemáticas. El aprendizaje cooperativo fue también importante porque el alumnado podría compartir descubrimientos con el resto del alumnado en un entorno de tutorización mutua, desarrollando métodos e ideas nuevos.
Trabajó promoviendo los trabajos de su marido, con especial atención a la psicología matemática. El foco principal de trabajo de George Boole era el psicologismo, y ella proporcionó una visión más ideológica de su trabajo. Apoyó la idea de que la aritmética no era puramente abstracta cuando muchos creían, sino más antropomórfica. La pulsación era también importante en sus trabajos y podría ser descrita como la secuencia de actitudes mentales, siendo su atención el análisis y síntesis.

## Espiritualismo
Boole estaba interesada en la parapsicología y lo oculto, y era un convencida espiritista. Fue la primera mujer miembro de la Society for Psychical Research a la cual se unió en 1882. Aun así, al ser la única mujer en aquel tiempo,  dimitió seis meses después.
Boole fue la autora del libro The Message of Psychic Science for Mothers and Nurses. Mostró el manuscrito a Frederick Denison Maurice, quién puso objeciones a sus ideas polémicas y terminó por hacerle perder su trabajo como bibliotecaria en Universidad de Reinas. El libro no fue publicado hasta 1883. Se volvió a publicar más tarde como Psychic Science to the World (1908).
Boole era practicante de la medicina homeopática.

## Familia
Tuvo cinco hijas, las cuales hicieron aportaciones en diferentes de campos. Alicia Boole Stott (1860–1940) matemática autodidacta que se convirtió en experta en la geometría de la cuarta dimensión. Ethel Lilian (1864–1960) fue una conocida novelista, música y seguidora de numerosas causas revolucionarias, autora de numerosos trabajos incluyendo El Gadfly. Mary Ellen Hinton, quien se casó con el matemático Charles Hinton. Margaret Taylor (1858–1935), madre del matemático G.I.Taylor. Y Lucy Everest Boole (1862–1905) fue una talentosa química y se convirtió en la primera mujer miembro del Instituto de Química.

## Publicaciones
- The Message of Psychic Science for Mothers and Nurses. Londres: Trübner & Co. 1883
- Symbolical Methods of Study K. Paul, Trinchera & co. 1884
- The Preparation of the Child for Science. Oxford: The Clarendon Press. 1904
- Message of Psychic Science to the World. Londres: C. W. Daniel. 1908
- Philosophy and Fun of Algebra. Londres: C. W. Daniel. 1909
- The Forging of Passion Into Power. M. Kennerley. 1911
- A Boolean Anthology: Selected Writings of Mary Boole—On Mathematical Education (Compiled by D.G. Tahta). Association of Teachers of Mathematics. 1972